# Olympische Sommerspiele 1936/Leichtathletik – 80 m Hürden (Frauen)

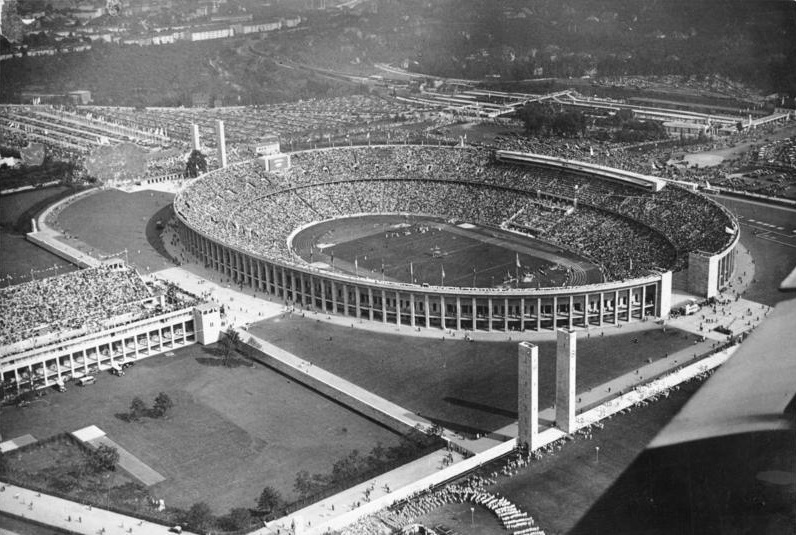
Das Olympiastadion in Berlin

Der 80-Meter-Hürdenlauf der Frauen bei den Olympischen Spielen 1936 in Berlin wurde am 5. und 6. August 1936 im Olympiastadion Berlin ausgetragen. 22 Athletinnen nahmen teil.
Olympiasiegerin wurde die Italienerin Trebisonda Valla vor der Deutschen Anni Steuer. Bronze gewann die Kanadierin Elizabeth Taylor.

## Rekorde

### Bestehende Rekorde
| Weltrekord         | 11,6 s | Ruth Engelhard ( Deutsches Reich) | London, Großbritannien     | 11. August 1934 |
| Olympischer Rekord | 11,7 s | Mildred Didrikson ( USA)          | Finale OS Los Angeles, USA | 4. August 1932  |
| Olympischer Rekord | 11,7 s | Evelyne Hall ( USA)               | Finale OS Los Angeles, USA | 4. August 1932  |

### Rekordegalisierungen
Im schnellsten Rennen, dem ersten Halbfinale, war die Zeit der Siegerin Trebisonda Valla so schnell wie der bestehende Weltrekord. Doch der Rückenwind war für eine Rekordanerkennung zu stark.
Der bestehende olympische Rekord von 11,7 s wurde im Finale am 6. August von den ersten vier Hürdensprinterinnen egalisiert:
- Trebisonda Valla (Italien)
- Anni Steuer (Deutsches Reich)
- Elizabeth Taylor (Kanada)
- Claudia Testoni (Italien)

## Durchführung des Wettbewerbs
Die Athletinnen traten am 5. August zu vier Vorläufen an. Die jeweils drei besten Läuferinnen – hellblau unterlegt – qualifizierten sich für das Halbfinale am selben Tag, aus dem die jeweils drei Erstplatzierten – wiederum hellblau unterlegt –  das Finale am 6. August erreichten.

## Vorläufe
5. August 1936, 15:30 Uhr

Wetterbedingungen: leicht bedeckt, 17 °C, Rückenwind bei 3,0 m/s

Es sind nicht alle Zeiten überliefert.

### Vorlauf 1
| Platz | Name                        | Nation             | Zeit   | Anmerkung |
| ----- | --------------------------- | ------------------ | ------ | --------- |
| 1     | Claudia Testoni             | Königreich Italien | 12,0 s |           |
| 2     | Kathleen Tiffen             | Großbritannien     | 12,2 s |           |
| 3     | Domnitsa Lanitou-Kavounidou | Griechenland       | 12,6 s |           |
| 4     | Mathilde Puchberger         | Österreich         | k. A.  |           |
| 5     | Yvonne Mabille              | Frankreich         | k. A.  |           |

### Vorlauf 2

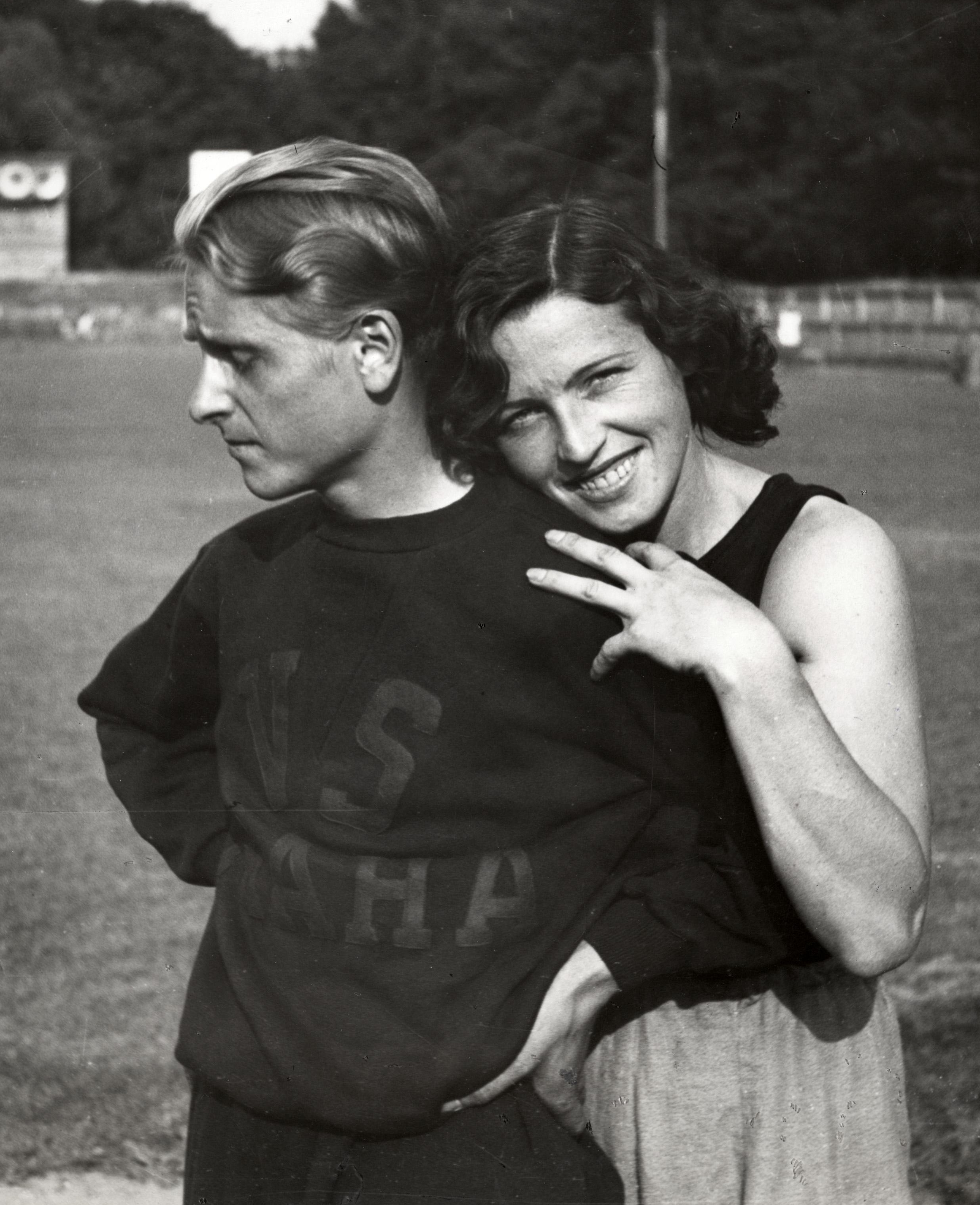
Veronika Kohlbach (rechts) – ausgeschieden als Fünfte des zweiten Vorlaufs

| Platz | Name              | Nation          | Zeit   | Anmerkung |
| ----- | ----------------- | --------------- | ------ | --------- |
| 1     | Violet Webb       | Großbritannien  | 11,8 s |           |
| 2     | Doris Eckert      | Deutsches Reich | 12,0 s |           |
| 3     | Tidye Pickett     | USA             | 12,4 s |           |
| 4     | Miyoko Mitsui     | Japan           | k. A.  |           |
| 5     | Veronika Kohlbach | Österreich      | k. A.  |           |

### Vorlauf 3
| Platz | Name               | Nation          | Zeit   | Anmerkung |
| ----- | ------------------ | --------------- | ------ | --------- |
| 1     | Elizabeth Taylor   | Kanada          | 12,0 s |           |
| 2     | Anne Vrana-O’Brien | USA             | 12,0 s |           |
| 3     | Anni Steuer        | Deutsches Reich | 12,1 s |           |
| 4     | Grethe Whitehead   | Großbritannien  | 12,2 s |           |
| 5     | Agaath Doorgeest   | Niederlande     | k. A.  |           |
| 6     | Charlotte Machmer  | Österreich      | k. A.  |           |

### Vorlauf 4
| Platz | Name              | Nation             | Zeit   | Anmerkung |
| ----- | ----------------- | ------------------ | ------ | --------- |
| 1     | Simone Schaller   | USA                | 11,8 s |           |
| 2     | Trebisonda Valla  | Königreich Italien | 11,9 s |           |
| 3     | Kitty ter Braake  | Niederlande        | 12,0 s |           |
| 4     | Roxy Atkins       | Kanada             | k. A.  |           |
| 5     | Hilde Klusenwerth | Deutsches Reich    | k. A.  |           |
| 6     | Zulejka Stefanini | Jugoslawien        | k. A.  |           |

## Halbfinale
5. August 1936, 17:30 Uhr

Wetterbedingungen: bedeckt, 15 °C, Rückenwind von 2,8 m/s

Es sind nicht alle Zeiten überliefert. Durch den zu starken Rückenwind konnten erzielte Rekorde nicht anerkannt werden.

### Lauf 1
| Platz | Name                        | Nation             | Zeit   | Anmerkung                                                             |
| ----- | --------------------------- | ------------------ | ------ | --------------------------------------------------------------------- |
| 1     | Trebisonda Valla            | Königreich Italien | 11,6 s | Die Zeiten waren wegen zu starken Rückenwindes nicht bestenlistenreif |
| 2     | Elizabeth Taylor            | Kanada             | 11,7 s | Die Zeiten waren wegen zu starken Rückenwindes nicht bestenlistenreif |
| 3     | Anni Steuer                 | Deutsches Reich    | 11,7 s | Die Zeiten waren wegen zu starken Rückenwindes nicht bestenlistenreif |
| 4     | Anne Vrana-O’Brien          | USA                | 11,8 s | Die Zeiten waren wegen zu starken Rückenwindes nicht bestenlistenreif |
| 5     | Violet Webb                 | Großbritannien     | 11,8 s | Die Zeiten waren wegen zu starken Rückenwindes nicht bestenlistenreif |
| 6     | Domnitsa Lanitou-Kavounidou | Griechenland       | k. A.  | Die Zeiten waren wegen zu starken Rückenwindes nicht bestenlistenreif |

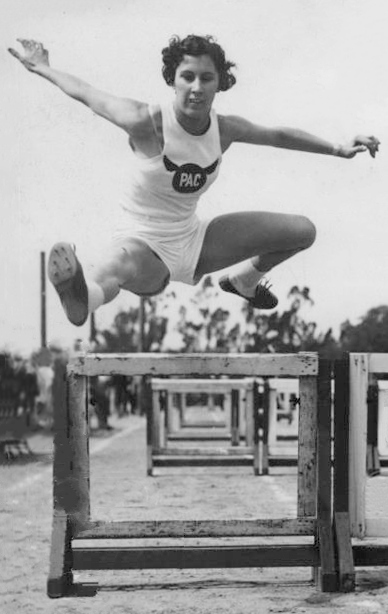
Simone Schaller – ausgeschieden als Vierte des zweiten Halbfinals

### Lauf 2
| Platz | Name             | Nation             | Zeit   | Anmerkung |
| ----- | ---------------- | ------------------ | ------ | --------- |
| 1     | Kitty ter Braake | Niederlande        | 11,8 s |           |
| 2     | Doris Eckert     | Deutsches Reich    | 11,8 s |           |
| 3     | Claudia Testoni  | Königreich Italien | 11,8 s |           |
| 4     | Simone Schaller  | USA                | k. A.  |           |
| 5     | Kathleen Tiffen  | Großbritannien     | k. A.  |           |
| 6     | Tidye Pickett    | USA                | k. A.  |           |

## Finale
6. August 1936, 17:30 Uhr

Wetterbedingungen: leicht bewölkt, ca. 18 °C, Rückenwind von 1,4 m/s
Zur besseren Einordnung der Abstände sind in der Tabelle unten die inoffiziellen elektronisch gestoppten Zeiten mit aufgeführt.
| Platz | Name             | Nation             | offiz. Zeit | Anmerkung | elektron. Zeit |
| ----- | ---------------- | ------------------ | ----------- | --------- | -------------- |
| 1     | Trebisonda Valla | Königreich Italien | 11,7 s      | ORe       | 11,748 s       |
| 2     | Anni Steuer      | Deutsches Reich    | 11,7 s      | ORe       | 11,809 s       |
| 3     | Elizabeth Taylor | Kanada             | 11,7 s      | ORe       | 11,811 s       |
| 4     | Claudia Testoni  | Königreich Italien | 11,7 s      | ORe       | 11,818 s       |
| 5     | Kitty ter Braake | Niederlande        | 11,8 s      |           | 11,832 s       |
| 6     | Doris Eckert     | Deutsches Reich    | 12,0 s      |           | 12,190 s       |

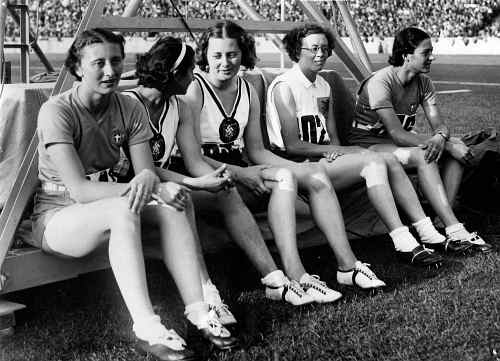
Fünf der sechs Finalistinnen (v. l. n. r.): Trebisonda Valla, Doris Eckert, Anni Steuer, Kitty ter Braake und Claudia Testoni

Schon vor dem Finale war klar, dass es ein sehr enges Rennen werden würde. Und so kam es auch. Olympiasiegerin wurde die Italienerin Trebisonda Valla. Silber ging völlig überraschend an die Deutsche Anni Steuer, bei den Deutschen Meisterschaften mit 12,3 s noch Zweite hinter der hier auf Platz sechs eingelaufenen Doris Eckert. Dritte wurde die Kanadierin Elizabeth Taylor vor Vallas Landsfrau Claudia Testoni.
Die offiziellen Zeiten für die ersten Vier wurden allesamt mit 11,7 s gestoppt, was olympischen Rekord bedeutete. Die inoffizielle elektronische Messung ergab einen Unterschied von sieben Hundertstelsekunden zwischen Platz eins und Platz vier. Über die endgültige Reihenfolge brachte erst die Auswertung des Zielfotos Aufschluss.
Alle drei Medaillengewinnerinnen errangen die jeweils ersten Medaillen für ihre Länder in dieser Disziplin.

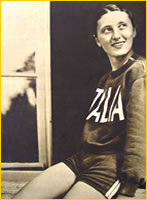
Olympiasiegerin Trebisonda Valla
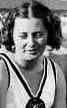
Silbermedaillengewinnerin Anni Steurer
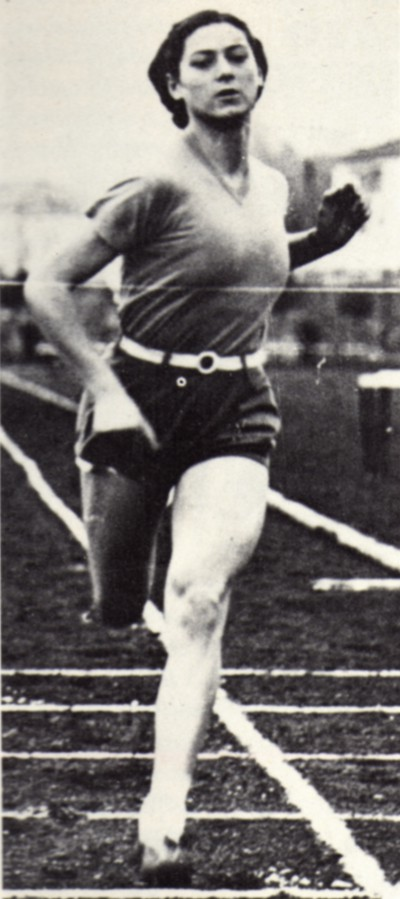
Claudia Testoni erreichte das Finale und wurde dort Vierte

## Video
- Berlin 1936 - Olympics - Olympia - Athletics - Leichtathletik - Footage 3, Bereich 6:16 min bis 7:14 min, youtube.com, abgerufen am 19. Juli 2021